# Юберки
Юберки (удм. Юберагурт) — деревня в Ярском районе Удмуртии, входит в состав Бачумовского сельского поселения.

## Этимология
Название деревни происходит от мужского имени Юбер, что в переводе с удмуртского означает скворец.

## География
Деревня расположена на высоте 172 м над уровнем моря.

## Население
| 2010 | 2012 |
| ---- | ---- |
| 13   | →13  |